# Nycticebus menagensis
Nycticebus menagensis is een zoogdier uit de familie van de loriachtigen (Lorisidae). De wetenschappelijke naam van de soort werd voor het eerst geldig gepubliceerd door Richard Lydekker in 1893.

## Taxonomie
Tot 2013 werd de soort als ondersoort van de grote plompe lori (N. coucang) gerekend. Uit onderzoek bleek dat het een aparte soort was en dat er nog 3 soorten op Borneo voorkwamen: Nycticebus bancanus, Nycticebus borneanus en Nycticebus kayan.

### Ondersoorten
De soort heeft de volgende twee ondersoorten:
- Nycticebus menagensis menagensis (Lydekker, 1893) – komt voor op de Sulu-eilanden en op Borneo.
- Nycticebus menagensis natunae Stone & Rehn, 1902 – komt voor op de Natuna-eilanden.

## Voorkomen
De soort komt voor op Borneo in Brunei, Indonesië en Maleisië en op de Filipijnse Sulu-eilanden.